# 400. strelska divizija (ZSSR)
400. strelska divizija (izvirno rusko 400. стрелковая дивизия; kratica 400. SD) je bila strelska divizija Rdeče armade v času druge svetovne vojne.

## Zgodovina
Divizija je bila ustanovljena oktobra 1941 v Jevlaku.